# Slaget vid Miraflores
Slaget vid Miraflores var en sammandrabbning den 15 januari 1881, mellan styrkor i den chilenska armén och den peruanska armén under slutskedet av Stillahavskrigen, vilket inträffade i Miraflores, Lima, Peru.
Den chilenska armén leddes av general Manuel Baquedano, som med stöd från tre skepp ur den chilenska flottan och efter mer än fyra timmars strider besegrade den befästa andra försvarslinjen i Miraflores, som leddes av Nicolas de Piérola. Reservstyrkorna vid Surco och Ate deltog inte i striderna. Två dagar efter detta slag gick den chilenska armén in och ockuperade staden Lima,  huvudstad i Peru, den 17 januari 1881.
Slaget vid Miraflores följde efter slaget vid San Juan och Chorrillos.